# Miti, mode e rock 'n' roll
Miti, mode e rock 'n' roll è un programma televisivo d'inchiesta e di costume che andò in onda su Italia 1 dal 1º novembre al 20 dicembre 1990 per otto giovedì in seconda serata.

## Contenuto
La trasmissione era incentrata sul confronto tra il mondo giovanile allora contemporaneo e quello del passato con le costanti del suo rapporto con il rock e dell'immaginario collettivo ad esso legato, a partire dagli anni cinquanta e attraverso le evoluzioni musicali e sociali successive. Il programma alternava immagini di repertorio ad interventi di autorevoli testimoni d'epoca (Renzo Arbore, Mario Capanna, Renato Nicolini e Paolo Liguori tra gli altri) di protagonisti del revival Rock and roll (come i Dennis & the Jets) o di semplici ragazzi fermati per strada.
Caratteristiche della trasmissione erano l'assenza di qualsiasi conduttore o voce fuori campo a fungere da guida e il montaggio molto veloce ispirato allo stile dei videoclip.
Ogni puntata era monotematica e questo era l'argomento rispettivo per ciascuna:
1) Donne e Motori (1°/11/1990);
2) Tenera è la Notte (8/11/1990);
3) Le Strade della Libertà (15/11/1990);
4) Figli della Perestrojka (22/11/1990);
5) Le Stagioni del Rock (29/11/1990);
6) I Sogni Infranti (6/12/1990);
7) Tribù Metropolitane (13/12/1990);
8) Ma l'Amor Mio Non Muore (20/12/1990)
Autori del programma erano Emilio Carelli e Tullio Camiglieri, già ideatori del precedente Ottanta non più ottanta sempre su Italia 1.

## Colonna sonora
I brani che accompagnavano i bumper erano When the Music's Over dei Doors e Strange Kind of Woman dei Deep Purple.